# Mobaye
Mobaye è una subprefettura della Prefettura di Basse-Kotto, nella Repubblica Centrafricana.

## Geografia fisica
È situata sulla sponda settentrionale del fiume Ubangi (un affluente del Congo) che traccia anche il confine di Stato con la Repubblica Democratica del Congo: sulla sponda opposta sorge la cittadina di Mobayi-Mbongo appartenente a quest'ultimo Stato (provincia del Nord Ubangi).